# Эвкалипт разноцветный
Эвкалипт разноцветный (лат. Eucalyptus diversicolor) — вечнозелёные деревья, вид рода Эвкалипт (Eucalyptus) семейства Миртовые (Myrtaceae).

## Ботаническое описание

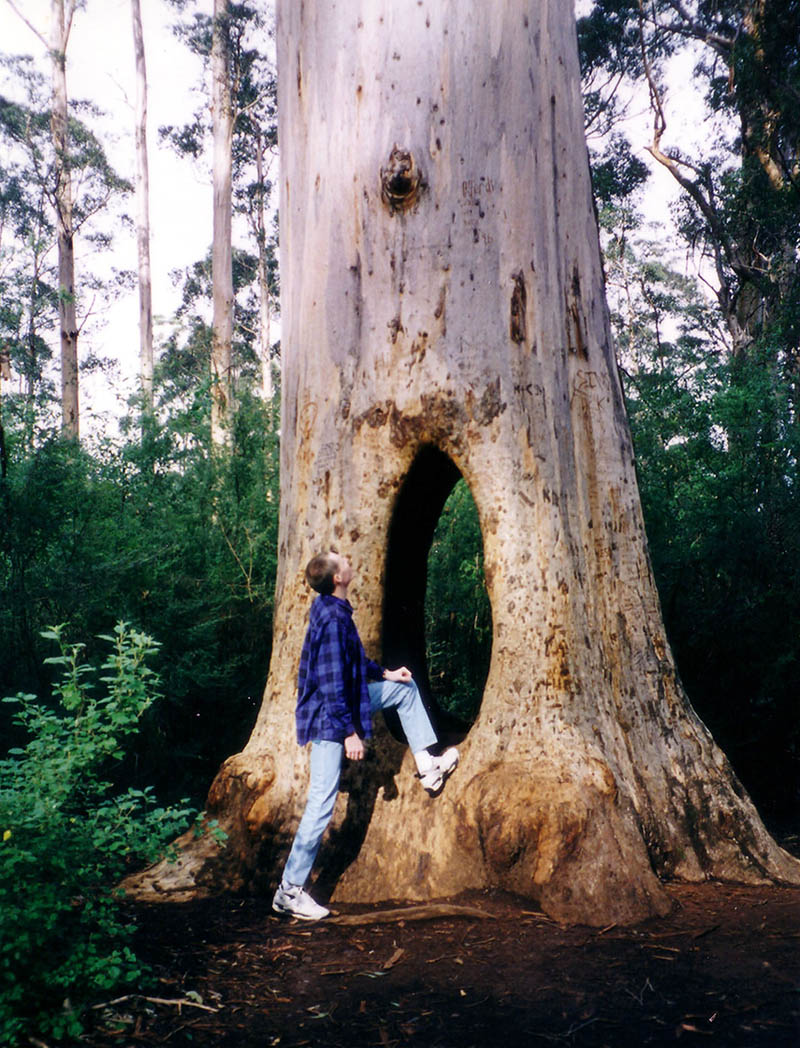
"Walk Through Karri (Пройди сквозь Карри)" достопримечательностью для туристов, национальный парк Beedelup

Ствол прямой, сужающийся кверху, без боковых ответвлений. Иногда раздвоения ствола возникают если на стадии проростка два растения одновременно начинают свой рост. У взрослых деревьев ветви присутствуют только в верхней части кроны.
Кора беловато-кремового цвета, которая по достижении зрелого возраста становится коричневой и позже сбрасывается. Под сброшенной корой обычно остаётся  белый ствол, который может быть «раскрашен как патиной» от белого и серого до тёмно-коричневого цветов.
Листья тёмно-зелёные сверху и более светлые снизу, достигают в длине 90—120 мм и в ширине 20—30 мм.
Цветки кремового цвета — в соцветиях по 7 цветков; каждый в диаметре по 18—28 мм.
Плоды бочкообразные, 7—10 мм в длину и 10—15 в ширину, содержат множество мелких сухих семян.
Цветёт эвкалипт разноцветный с весны по лето; цветение особенно усиливается после пожаров.

## Распространение и экология
Представители вида являются эндемиком юго-западного побережья Западной Австралии. Натурализировалось в Африке.
Почвы, на которых растут деревья нередко бедны минеральными веществами, и деревья переходят к цветению только после пожаров, используя питательные вещества от сгоревшей лесной подстилки. В основном карри растут на суглинистых почвах. Почву удобряет сброшенная кора растений.

## Значение и применение
Карри широко используется в строительной индустрии, а также для изготовления мебели.
Туризм в Западной Австралии также поддерживается за счёт эвкалипта разноцветного.

## Таксономия
Вид Эвкалипт разноцветный входит в род Эвкалипт (Eucalyptus) подсемейства Myrtoideae семейства Миртовые (Myrtaceae) порядка Миртоцветные (Myrtales).
|  |                                      |  |                                                             |                                                             |                    |  | ещё 13 семейств (согласно Системе APG II) | ещё 13 семейств (согласно Системе APG II)    |                                              |  |  |  | ещё 130 родов       | ещё 130 родов             |  |  |
|  |                                      |  |                                                             |                                                             |                    |  | ещё 13 семейств (согласно Системе APG II) | ещё 13 семейств (согласно Системе APG II)    |                                              |  |  |  | ещё 130 родов       | ещё 130 родов             |  |  |
|  |                                      |  |                                                             | порядок Миртоцветные                                        |                    |  |                                           |                                              | подсемейство Myrtoideae                      |  |  |  |                     | вид Эвкалипт разноцветный |  |  |
|  |                                      |  |                                                             | порядок Миртоцветные                                        |                    |  |                                           |                                              | подсемейство Myrtoideae                      |  |  |  |                     | вид Эвкалипт разноцветный |  |  |
|  | отдел Цветковые, или Покрытосеменные |  |                                                             |                                                             | семейство Миртовые |  |                                           |                                              | род Эвкалипт                                 |  |  |  |                     |                           |  |  |
|  | отдел Цветковые, или Покрытосеменные |  |                                                             |                                                             |                    |  |                                           |                                              |                                              |  |  |  |                     |                           |  |  |
|  |                                      |  | ещё 44 порядка цветковых растений (согласно Системе APG II) | ещё 44 порядка цветковых растений (согласно Системе APG II) |                    |  |                                           | ещё 1 подсемейство (согласно Системе APG II) | ещё 1 подсемейство (согласно Системе APG II) |  |  |  | ещё более 700 видов |                           |  |  |
|  |                                      |  |                                                             | ещё 44 порядка цветковых растений (согласно Системе APG II) |                    |  |                                           |                                              | ещё 1 подсемейство (согласно Системе APG II) |  |  |  |                     |                           |  |  |